# Frenet (Bertogne)
Frenet est un village de la ville belge de Bastogne situé en Région wallonne dans la province de Luxembourg.

## Histoire
Avant la fusion des communes de 1977, Frenet faisait partie de la commune de Flamierge. Il fut alors intégré à la nouvelle commune de Bertogne.
Depuis le 2 décembre 2024, à la suite de la fusion de la commune de Bertogne avec celle de Bastogne, il fait partie de la commune de Bastogne.

## Situation et description
Frenet est à l'origine un hameau ardennais assez concentré formé de quelques fermes dont certaines sont toujours en activité. Depuis l'an 2000, le nombre de constructions du hameau a fortement augmenté : de nombreuses habitations de type pavillonnaire ont été construites surtout le long de la rue menant à Givry. L'altitude au centre du hameau avoisine les 450 m. Un petit étang se trouve à la sortie du hameau en direction de Givroulle. On ne recense aucun édifice religieux dans la localité.